# Åbergstorp
Åbergstorp är en tidigare småort i Bodens kommun belägen i Överluleå socken på östra sidan av Lule älv, strax nordväst om Sävast ungefär 5 kilometer söder om centrala Boden.
SCB räknade Åbergstorp som en småort vid avgränsningen år 2005 och orten uppgavs då ha 51 invånare. År 2010 var befolkningen färre än 50 personer och området räknas inte längre som småort.